# Luboš Motl

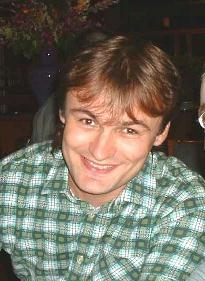
Luboš Motl in 2004

Luboš Motl (Pilsen, 5 december 1973) is een Tsjechisch theoretisch natuurkundige die werkt aan de snaartheorie.

## Karelsuniversiteit Praag
Motl behaalde zijn master in natuurkunde aan de Karelsuniversiteit Praag.
Motl trok in 1996 de aandacht van professor Tom Banks met een post op arXiv over matrix snaartheorie. Zo kreeg hij een studiebeurs om in de Verenigde Staten te doctoreren aan de Rutgers-universiteit.

## Rutgers-universiteit
Hij ging dan naar de Verenigde Staten van Amerika en behaalde op 19 september 2001 zijn Doctor of Philosophy aan de Rutgers-universiteit met de dissertatie “Nonperturbative Formulations of Superstring Theory”.

## Harvard-universiteit
Van 2001 tot 2004 was hij "Junior Fellow" en van 2004 tot 2007 assistent professor aan de Harvard-universiteit.
Aan de Harvard-universiteit werkte Motl aan de pp-wave limit van de AdS/CFT overeenstemming, twistortheorie en de toepassing ervan op IJktheorie met supersymmetrie, thermodynamica van een zwart gat en de vermoede betekenis van quasinormale modes voor loop-kwantumzwaartekracht. Hij behoort met Robbert Dijkgraaf, Erik Verlinde en Herman Verlinde tot de grondleggers van de matrix snaartheorie.

## Pilsen
Motl kwam in opspraak door controversiële politieke uitspraken en keerde terug naar Pilsen.
Hij schreef in 2008 L'équation Bogdanov in het Frans over de wetenschappelijke ideeën van de gebroeders Bogdanov.
Hij heeft The Elegant Universe van Brian Greene vertaald naar het Tsjechisch en schreef Pěstujeme lineární algebru over lineaire algebra.

## Weblog
Hij schrijft een wetenschappelijke weblog "The Reference Frame: Supersymmetric world from a conservative viewpoint", waarin hij snaartheorie verdedigt.
Op 11 januari 2016 meldde “The Reference Frame” als eerste dat het LIGO experiment de samensmelting van twee zwarte gaten van elk tien zonnemassa's had vastgesteld. De officiële bevestiging van deze eerste waarneming van zwaartekrachtgolven volgde een maand later.